# Osensjøen
Der Osensjøen (auch Ossjøen) ist ein See in den Kommunen Åmot und Trysil im Fylke Innlandet in Norwegen.
Der See hat seinen Abfluss über die Søre Osa zur Renaelva und zur Glomma.
Am nördlichen Ende des Osensjøen liegt der Ort Nordre Osen in der Kommune Åmot. Am Westufer des Sees befindet sich das Sørlistøa fløtermuseum (Flößerei-Museum). Am Südende des Sees liegt die Bucht Søre Osen, die zur Kommune Trysil gehört. Der Großteil des Seengebietes liegt in der Trysil-Kommune. Auf der Ostseite des Osensjøen gibt es einige der ältesten Höfe im Umkreis, die von der Einwanderung der Waldfinnen in der Mitte des 17. Jahrhunderts zeugen.
Der See ist reguliert und wird als Reservoir des Osa-Kraftwerks (90 MW) genutzt.